# Le Film français
Le Film français (lett. Il film francese) è una rivista cinematografica settimanale francese fondata nel 1944 da Jean-Bernard e Jean-Placide Derosne Mauclaire, ed ha sede a Parigi. Negli anni '80 è stata descritta come simile alla rivista americana Variety. Dal 1994, la rivista assegna annualmente i Trophées du Film français (Trofei del cinema francese), che onorano il meglio del cinema di ogni anno.